# Gerda von Friesen
Gerda Amalia von Friesen, född  1 januari 1859 i Hökhuvud, Stockholms län, död 1954, var en svensk skolföreståndare. Hon var med och grundade Pihlska skolan i Norrköping, och var under nästan 20 år skolföreståndare för Djursholms samskola.
Von Friesen var dotter till kontraktsprosten Fredrik von Friesen och Justina Elisabet Brolin. Hon studerade på Högre lärarinneseminariet i Stockholm, och grundade efter sin examen Pihlska skolan i Norrköping tillsammans med Aurore Pihl. Hon var föreståndare för skolan mellan 1880 och 1896. Därefter tog hon över som skolledare på Djursholms samskola mellan 1896 och 1914.
Hon var utöver sin roll som skolledare sakkunnig i läroverkskommittén 1901, i Läroverksöverstyrelsens genomgång av anslagsfördelningen till enskilda läroverk 1906, samt var ordförande i Stockholmskretsen av Flick- och samskoleföreningen mellan 1906 och 1914.
1948 gavs hennes självbiografiska skrift Vår hökhuvudsresa. Minnesresa till födelsebygden i Hökhuvud den 14-16 juni 1915 ut i Östhammar.